# Ludwina (Masłowice)
Ludwina – część wsi Masłowice w Polsce, położona w województwie łódzkim, w powiecie wieluńskim, w gminie Wieluń.
W latach 1975–1998 Ludwina należała administracyjnie do województwa sieradzkiego.